# Allium intradarvazicum
Allium intradarvazicum är en amaryllisväxtart som beskrevs av Reinhard M. Fritsch. Allium intradarvazicum ingår i släktet lökar, och familjen amaryllisväxter.
Artens utbredningsområde är Tadzjikistan. Inga underarter finns listade i Catalogue of Life.